# Ottokar Stauf von der March
Ottokar Stauf von der March (* 29. August 1868 als Ottokar Method Chalupka in Olmütz, Mähren; † 13. März 1941 in Wien) war ein Schriftsteller, Kritiker, Journalist und Publizist.
Er veröffentlichte auch unter den Pseudonymen Hagen Falkenberg, Volker zu Alzey und Severus Verax.
Die Schauspielerin und Synchronsprecherin Trude Brentina (1899–1986) war seine Tochter.

## Werke (Auswahl)
- Romanzero und Lieder eines Werdenden. G. L. Kattentidt, Straßburg und Leipzig 1895.
- Frau Holde Dichtungen. Verlag Schnabel, Berlin 1906.
- Carl Bleibtreu. Eine Würdigung. Mit einem Verzeichnis der Werke des Dichters. Krabbe, Stuttgart 1920.
- Wir Deutschösterreicher. Notwendige Ergänzungen zur deutschen Literaturgeschichte der Gegenwart. Heinrich Feige, Wien 1913.